# Valle di Piazzatorre - Isola di Fondra
Valle di Piazzatorre - Isola di Fondra este o arie protejată (arie specială de conservare — SAC, sit de importanță comunitară — SCI) din Italia întinsă pe o suprafață de 2.513 ha, integral pe uscat.

## Localizare
Centrul sitului Valle di Piazzatorre - Isola di Fondra este situat la coordonatele 45°59′00″N 9°43′23″E / 45.983333°N 9.723056°E.

## Înființare
Situl Valle di Piazzatorre - Isola di Fondra a fost declarat sit de importanță comunitară în iunie 1995 pentru a proteja 51 de specii de animale. Situl a fost protejat și ca arie specială de conservare în aprilie 2014.

## Biodiversitate
Situată în ecoregiunea alpină, aria protejată conține 13 habitate naturale: Păduri acidofile de Picea de la nivel montan la nivel alpin (Vaccinio-Piceetea), Grohotișuri calcaroase și de șisturi calcaroase de la nivelul montan până la nivelul alpin (Thlaspietea rotundifolii), Păduri de fag Asperulo-Fagetum, Tufărișuri cu Pinus mugo și Rhododendron hirsutum (Mugo-Rhododendretum hirsuti), Pante stâncoase silicioase cu vegetație casmofită, Păduri pe pante, grohotișuri și ravene de Tilio-Acerion, Fânețe montane, Pante stâncoase calcaroase cu vegetație casmofită, Păduri de fag Luzulo-Fagetum, Pajiști alpine și boreale, Formațiuni ierboase bogate în specii de Nardus, dezvoltate pe substraturi silicioase în zone montane (și în zone submontane, în Europa continentală), Păduri alpine de Larix decidua și/sau Pinus cembra, Pajiști alpine și subalpine calcaroase.
La baza desemnării sitului se află mai multe specii protejate de  păsări (51): inărița (Acanthis flammea), uliu porumbar (Accipiter gentilis), uliu păsărar (Accipiter nisus), minunița (Aegolius funereus), ciocârlie-de-câmp (Alauda arvensis), potârnichea de stâncă (Alectoris graeca saxatilis), fâsă de pădure (Anthus spinoletta), fâsă de pădure (Anthus trivialis), acvilă de munte (Aquila chrysaetos), cocoșul de mesteacăn (Bonasa bonasia), buha (Bubo bubo), șorecarul comun (Buteo buteo), caprimulg (Caprimulgus europaeus), cojoaica de pădure (Certhia familiaris), mierla de apă (Cinclus cinclus), șerpar (Circaetus gallicus), ciocănitoare pestriță mare (Dendrocopos major), ciocănitoare neagră (Dryocopus martius), presură de munte (Emberiza cia), presură galbenă (Emberiza citrinella), șoim călător (Falco peregrinus), vânturel roșu (Falco tinnunculus), ciuvică (Glaucidium passerinum), sfrâncioc roșiatic (Lanius collurio), câneparul (Linaria cannabina), pițigoi moțat (Lophophanes cristatus), Lyrurus tetrix tetrix, mierlă de piatră (Monticola saxatilis), alunar (Nucifraga caryocatactes), pietrar sur (Oenanthe oenanthe), codroșul de pădure (Phoenicurus phoenicurus), pitulice de munte (Phylloscopus bonelli), pitulice sfârâitoare (Phylloscopus sibilatrix), pițigoi de munte (Poecile montanus), Prunella collaris, brumăriță de pădure (Prunella modularis), Ptyonoprogne rupestris, stăncuță alpină (Pyrrhocorax graculus), mărăcinar (Saxicola rubetra), sitar de pădure (Scolopax rusticola), țiclete (Sitta europaea), scatiu (Spinus spinus), huhurez mic (Strix aluco), silvie de zăvoi (Sylvia borin), silvie-mică (Sylvia curruca), Tachymarptis melba,  cocoș de munte (Tetrao urogallus), fluturașul de stâncă (Tichodroma muraria), sturz (Turdus pilaris), mierlă gulerată (Turdus torquatus), sturzul de vâsc (Turdus viscivorus)
Pe lângă speciile protejate, pe teritoriul sitului au mai fost identificate 57 de specii de plante, 3 specii de mamifere, 8 specii de nevertebrate, 3 specii de reptile.